# Список губернаторов Американского Самоа
Ниже представлен список губернаторов Американского Самоа — неинкорпорированной неорганизованной территории, находящейся под управлением США с 1900 года по настоящее время. C 1900 по 1977 годы губернатор Американского Самоа назначался Правительством США, с 1977 года жители самостоятельно избирают себе губернатора на 4-летний срок.
Рекорды:
- Максимальный срок пребывания на посту:
  - Непрерывно: Тогиола Тулафоно[англ.] был на посту 9 лет, 9 месяцев и 8 дней, с 26 марта 2003 по 3 января 2013 года.
  - С перерывами: Питер Тали Коулмен[англ.] был на посту три срока, в общей сложности 14 лет 7 месяцев и 12 дней.
- Минимальный срок пребывания на посту: Томас Бенджамин Фицпатрик[англ.] был на посту 5 дней, с 15 по 20 января 1936 года.
- Самый пожилой губернатор: Аифили Пауло Лутали[англ.]. На момент вступления в должность (на второй срок) ему было 73 года и 10 дней.
- Самый молодой губернатор: Чарльз Армихо Вудрафф[англ.]. На момент вступления в должность ему было 30 лет 10 месяцев и 24 дня.

## Комендант-губернаторы (1900—1905)
| На посту                         | Имя, годы жизни                      | Фото | Значимые события во время срока                |
| -------------------------------- | ------------------------------------ | ---- | ---------------------------------------------- |
| 17 февраля 1900 — 27 ноября 1901 | Бенджамин Франклин Тилли (1848—1907) |      | 17 апреля 1900 года США передан остров Тутуила |
| 27 ноября 1901 — 16 декабря 1902 | Юриел Сибри (1848—1922)              |      |                                                |
| 16 декабря 1902 — 5 мая 1903     | Генри Минетт (1857—1952)             |      |                                                |
| 5 мая 1903 — 30 января 1905      | Эдмунд Бэрдсли Андервуд (1853—1928)  |      | 16 июля 1904 года США переданы острова Мануа   |

## Военно-морские губернаторы (1905—1951)
| На посту                                                     | Имя, годы жизни                        | Фото | Значимые события во время срока                                                     |
| ------------------------------------------------------------ | -------------------------------------- | ---- | ----------------------------------------------------------------------------------- |
| 30 января 1905 — 21 мая 1908                                 | Чарльз Брейнард Тейлор Мур (1853—1923) |      |                                                                                     |
| 21 мая 1908 — 10 ноября 1910                                 | Джон Фредерик Паркер (1853—1911)       |      |                                                                                     |
| 10 ноября 1910 — 14 марта 1913                               | Уильям Майкл Кроус (1867—1929)         |      | 17 июля 1911 года военно-морская база Тутуила переименована в Американское Самоа    |
| 14 марта 1913 — 14 июля 1913 2 октября 1914 — 6 декабря 1914 | Натан Пост (1881—1938)                 |      |                                                                                     |
| 14 июля 1913 — 2 октября 1914                                | Кларк Дэниел Стирнс (1870—1944)        |      |                                                                                     |
| 6 декабря 1914 — 1 марта 1915                                | Чарльз Армихо Вудрафф (1884—1945)      |      |                                                                                     |
| 1 марта 1915 — 10 июня 1919                                  | Джон Мартин Пойер (1861—1922)          |      | 6 апреля 1917 года США вступили в Первую мировую войну                              |
| 10 июня 1919 — 3 ноября 1920                                 | Уоррен Терхьюн (1869—1920)             |      |                                                                                     |
| 11 ноября 1920 — 1 марта 1922                                | Уолдо Эванс (1869—1936)                |      |                                                                                     |
| 1 марта 1922 — 4 сентября 1923                               | Эдвин Тейлор Поллок (1870—1943)        |      |                                                                                     |
| 4 сентября 1923 — 17 марта 1925                              | Эдвард Стэнли Келлогг (1870—1948)      |      |                                                                                     |
| 17 марта 1925 — 9 сентября 1927                              | Генри Фрэнсис Брайан (1865—1944)       |      |                                                                                     |
| 9 сентября 1927 — 2 августа 1929                             | Стивен Виктор Грэм (1874—1955)         |      | 20 февраля 1929 года острова Тутуила и Мануа переданы под управление местным вождям |
| 2 августа 1929 — 24 марта 1931 17 июля 1931 — 12 мая 1932    | Гейтвуд Линкольн (1875—1957)           |      |                                                                                     |
| 24 марта 1931 — 22 апреля 1931                               | Джеймс Сатерленд Споур (1885—1937)     |      |                                                                                     |
| 22 апреля 1931 — 17 июля 1931                                | Артур Эмерсон (1893–1975)              |      |                                                                                     |
| 12 мая 1932 — 10 апреля 1934                                 | Джордж Ланденбергер (1879—1936)        |      |                                                                                     |
| 10 апреля 1934 — 17 апреля 1934                              | Томас Латимор (1890—1941)              |      |                                                                                     |
| 17 апреля 1934 — 15 января 1936                              | Отто Доулинг (1881—1946)               |      |                                                                                     |
| 15 января 1936 — 20 января 1936                              | Томас Бенджамин Фицпатрик (1896—1974)  |      |                                                                                     |
| 20 января 1936 — 3 июня 1938                                 | Макгилливрей Милн (1882—1959)          |      |                                                                                     |
| 26 июня 1938 — 30 июля 1940                                  | Эдвард Хэнсон (1889—1959)              |      |                                                                                     |
| 30 июля 1940 — 8 августа 1940                                | Джесс Уоллес (1899—1961)               |      |                                                                                     |
| 8 августа 1940 — 5 июня 1942                                 | Лоуренс Уайлд (1890—1971)              |      | 7 декабря 1941 года США вступили во Вторую мировую войну                            |
| 17 января 1942 — 25 апреля 1942                              | Генри Луис Ларсен (1890—1962)          |      |                                                                                     |
| 5 июня 1942 — 8 февраля 1944                                 | Джон Гоулд Мойер (1893—1976)           |      |                                                                                     |
| 8 февраля 1944 — 27 января 1945                              | Аллен Хоббс (1899—1960)                |      |                                                                                     |
| 27 января 1945 — 3 сентября 1945                             | Ральф Хангерфорд (1896—1977)           |      |                                                                                     |
| 3 сентября 1945 — 10 сентября 1945                           | Сэмюэль Канан (1898—1964)              |      |                                                                                     |
| 10 сентября 1945 — 22 апреля 1947                            | Гарольд Хаусер (1897—1981)             |      |                                                                                     |
| 22 апреля 1947 — 15 июня 1949                                | Вернон Хабер (1899—1967)               |      |                                                                                     |
| 7 июля 1949 — 23 февраля 1951                                | Томас Дарден (1900—1961)               |      |                                                                                     |

## Назначаемые губернаторы (1951—1978)
| На посту                                                                                  | Имя, годы жизни                   | Фото |
| ----------------------------------------------------------------------------------------- | --------------------------------- | ---- |
| 23 февраля 1951 — 20 июня 1952                                                            | Фелпс Фелпс (1897—1981)           |      |
| 16 июля 1952 — 23 ноября 1952                                                             | Джон Эллиотт (1919—2001)          |      |
| 28 ноября 1952 — 4 марта 1953                                                             | Джеймс Артур Эуинг (ок. 1916 — ?) |      |
| 4 марта 1953 — 5 августа 1953                                                             | Лоуренс Джадд (1887—1968)         |      |
| 5 августа 1953 — 15 октября 1956                                                          | Ричард Барретт Лоу (1902—1972)    |      |
| 13 октября 1956 — 24 мая 1961 3 января 1978 — 3 января 1985 2 января 1989 — 3 января 1993 | Питер Тали Коулмен (1919—1997)    |      |
| 24 мая 1961 — 31 июля 1967 28 мая 1977 — 3 января 1978                                    | Хайрам Рекс Ли (1910—2001)        |      |
| 1 августа 1967 — 31 июля 1969                                                             | Оуэн Эспиналл (1927—1997)         |      |
| 1 августа 1969 — 14 октября 1974                                                          | Джон Морс Хейдон (1920—1991)      |      |
| 14 октября 1974 — 6 февраля 1975                                                          | Фрэнк Моклер (1909—1993)          |      |
| 6 февраля 1975 — 30 сентября 1976                                                         | Эрл Рат (1916—1989)               |      |
| 1 октября 1976 — 27 мая 1977                                                              | Фрэнк Барнетт (1933—2016)         |      |

## Избираемые губернаторы (1978 — настоящее время)
| На посту                                                    | Имя, годы жизни                  | Фото | Лейтенант-губернатор          |
| ----------------------------------------------------------- | -------------------------------- | ---- | ----------------------------- |
| 3 января 1985 — 2 января 1989 3 января 1993 — 3 января 1997 | Аифили Пауло Лутали (1919—2002)  |      | Ени Фалеомаваега Тауесе Суниа |
| 3 января 1997 — 26 марта 2003                               | Тауесе Суниа (1941—2003)         |      | Тогиола Тулафоно              |
| 26 марта 2003 — 3 января 2013                               | Тогиола Тулафоно (род. 1947)     |      | Аитофеле Фаоа Суниа           |
| 3 января 2013 — 3 января 2021                               | Лоло Маталаси Молига (род. 1947) |      | Леману Пелети Мауга           |
| 3 января 2021 — настоящее время                             | Леману Пелети Мауга (род. 1949)  |      | Элеасало Эль                  |